# Antisti (escriptor)
Antisti (grec antic: Ἀντίστιος; llatí: Antistius) va ser un escriptor en llengua grega, probablement d'origen romà (segons el seu nom), que va escriure diversos epigrames grecs.
No es coneix la seva biografia però es conserven tres dels seus epigrames a l'Antologia grega.